# Paolo Baraldi
Paolo Baraldi (Varese, 5 maggio 1967) è un fotografo e giornalista italiano specializzato nella fotografia di motorsport ed in particolare si occupa di offroad.
Paolo Baraldi è membro dell’Ordine Italiano dei Giornalisti e dell’AIRF (Associazione Italiana Reporter Fotografi).

## Biografia
Nasce a Varese, vive fino a 28 anni a Taino (VA) per poi trasferirsi nella bassa comasca dove a tutt’oggi abita a Cirimido in provincia di Como. Nel 1988, mentre frequenta la Facoltà di Architettura presso il Politecnico di Milano, si avvicina, grazie a Gaetano Negri, alla fotografia e frequenta corsi a vari livelli orientando il proprio interesse, sotto la guida di Gianni Geron, per la fotografia in bianco e nero; stile che predilige. L’opzione iniziale per il paesaggio nasce dall'incontro con la fotografia classica americana, da Edward Weston ad Ansel Adams da Minor White a Walker Evans, maturando una sempre più decisa presenza nella sua esperienza fotografica. I riferimenti dei lavori iniziali di Paolo Baraldi sono rintracciabili nelle immagini dei fotografi del “nuovo paesaggio”, sia americani che europei. Sono proprio di questo primo periodo le mostre fotografiche “Le città del silenzio”, “Paesaggio urbano”, “Se una notte d’inverno un viaggiatore” ed il libro “Sesto vista da Paolo Baraldi".
Nel 1992 incontra gli artisti dello Spazio Cesare da Sesto che ritrae nelle varie fasi di produzione delle loro opere. Proprio uno di loro, Giona Rossetti, gli presenta Giac Casale del quale Paolo Baraldi diventa assistente assorbendo da lui i segreti, non solo della fotografia pubblicitaria ma della fotografia in generale. “Per me Giac è stato un grande maestro”, dice Paolo Baraldi, ”da lui ho imparato molto e mi ha insegnato ad amare la Fotografia con la F maiuscola”. In questa seconda fase fotografica, Paolo Baraldi lavora come assistente anche con Settimio Benedusi e Joe Oppedisano. Il primo gli insegna la professionalità in questo mestiere mentre da Oppedisano apprende quanto sia importante avere uno stile proprio da sviluppare attraverso le ricerche personali. 
Dal 1995 al 2000, lavora in proprio come fotografo di moda e pubblicità. Dal 2000 si specializza nella fotografia di offroad collaborando con riviste e organizzatori di settore. Dal 2008 inizia una collaborazione con Francesco Fatichenti, da prima con la rivista Elaborare 4x4 per poi passare entrambi a Quattroxquattro del quale diviene il fotografo ufficiale.
Paolo Baraldi collabora in maniera continuativa con le più prestigiose competizioni mondiali di fuoristrada: King of the Hammers, Rebelle Rally, Breslau Series, Rainforest Challenge, Ultra 4 Europe, Italian Baja, Extreme Trophy Challenge e molte altre. Paolo Baraldi collabora anche con le più importanti riviste e web magazine offroad a livello internazionale: Off Road (D), Generation 4x4 (F), Off Road (BG) e 4 Low (USA) solo per citarne alcune.
Nel 2014, Paolo Baraldi fonda il web e digital magazine Offroad Lifestyle. Si tratta del primo e-magazine che punta l’attenzione sull'aspetto umano del fuoristrada e dove i racconti sono accompagnati da immagini di alta qualità.
Con il brand Keep in Touch Project, Paolo Baraldi gestisce l’ufficio stampa di numerosi eventi nazionali ed internazionali. Dal dicembre 2017 Paolo Baraldi è project manager per l’ufficio stampa di RBI Association che gestisce il Rallye Breslau Poland, il Rallye Balkan Offroad e la Balkan Classic.

## Galleria d'immagini

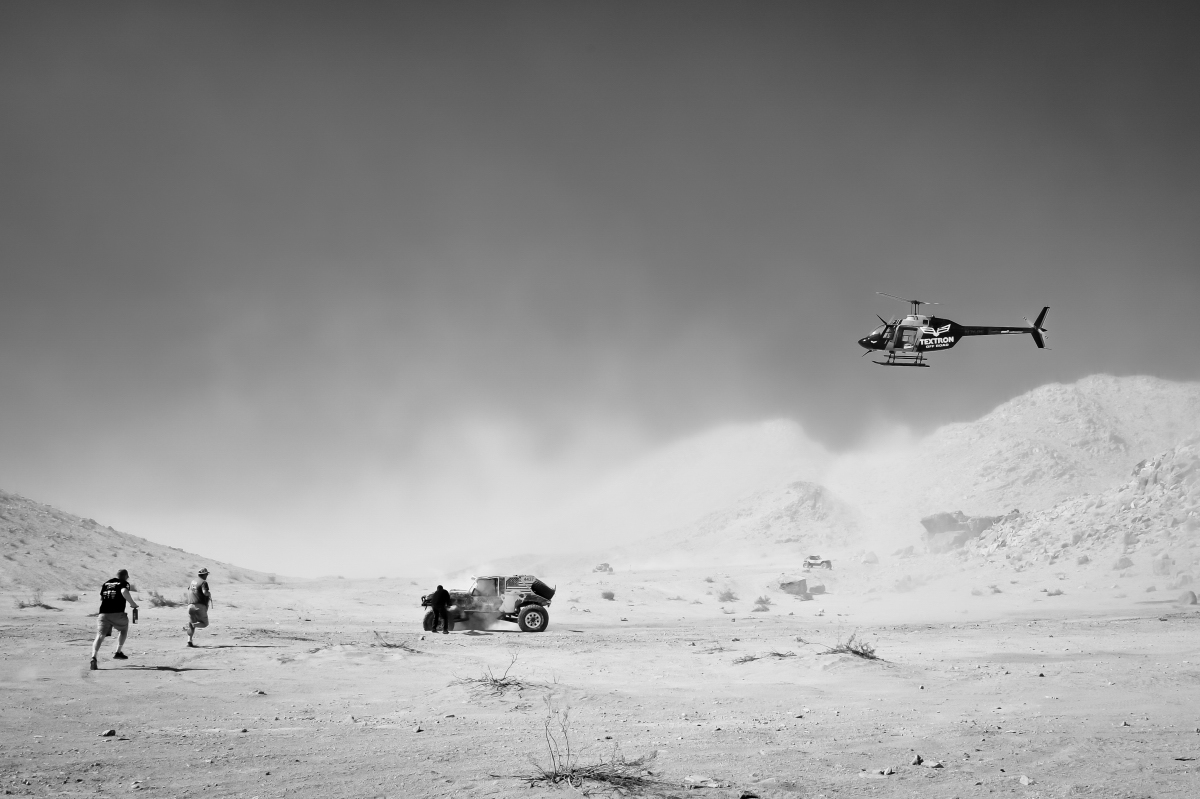
King of the Hammers
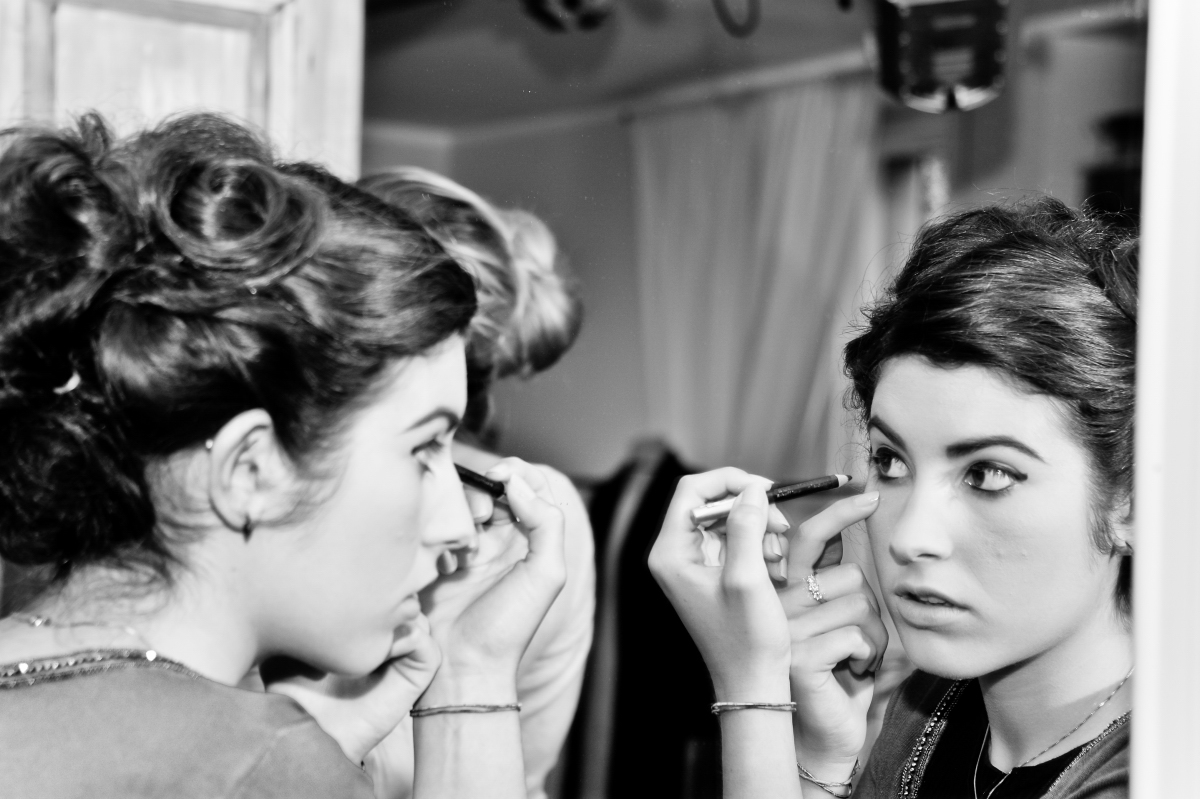
Backstage sfilata Lellé
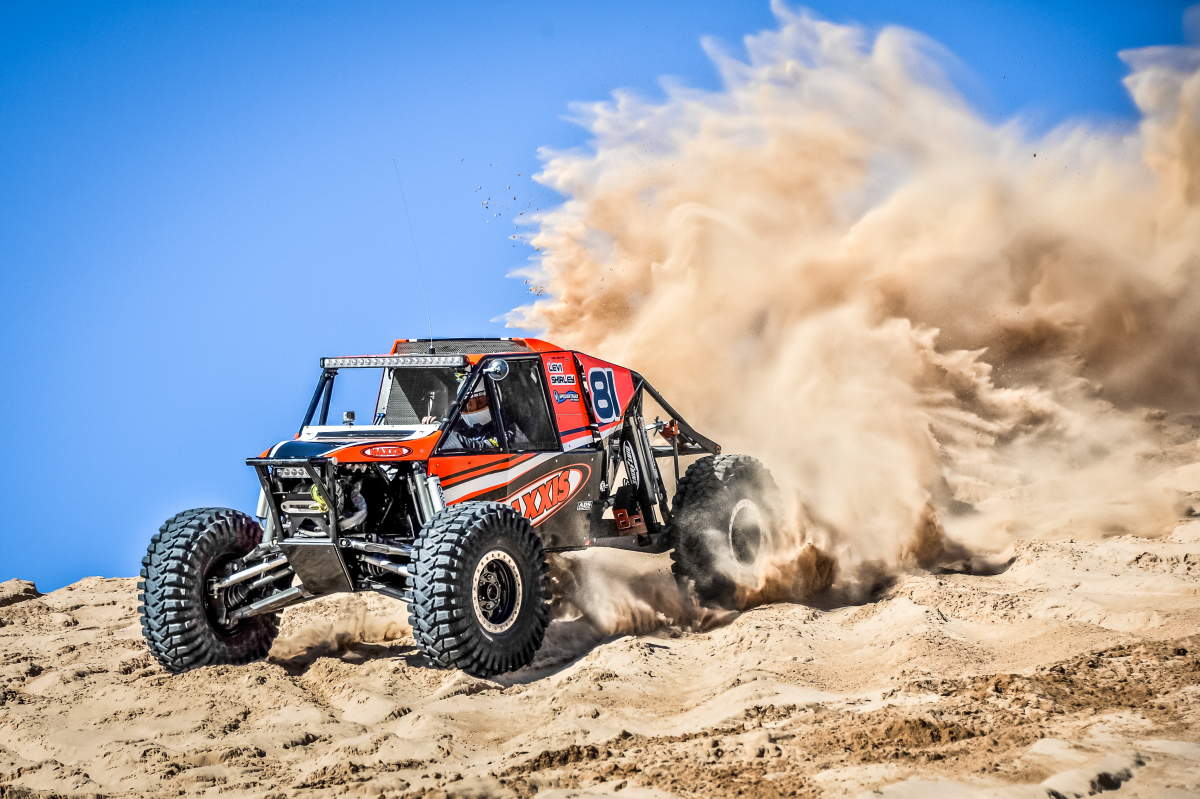
Johnson Valley (California), Shooting for Levi Shirley
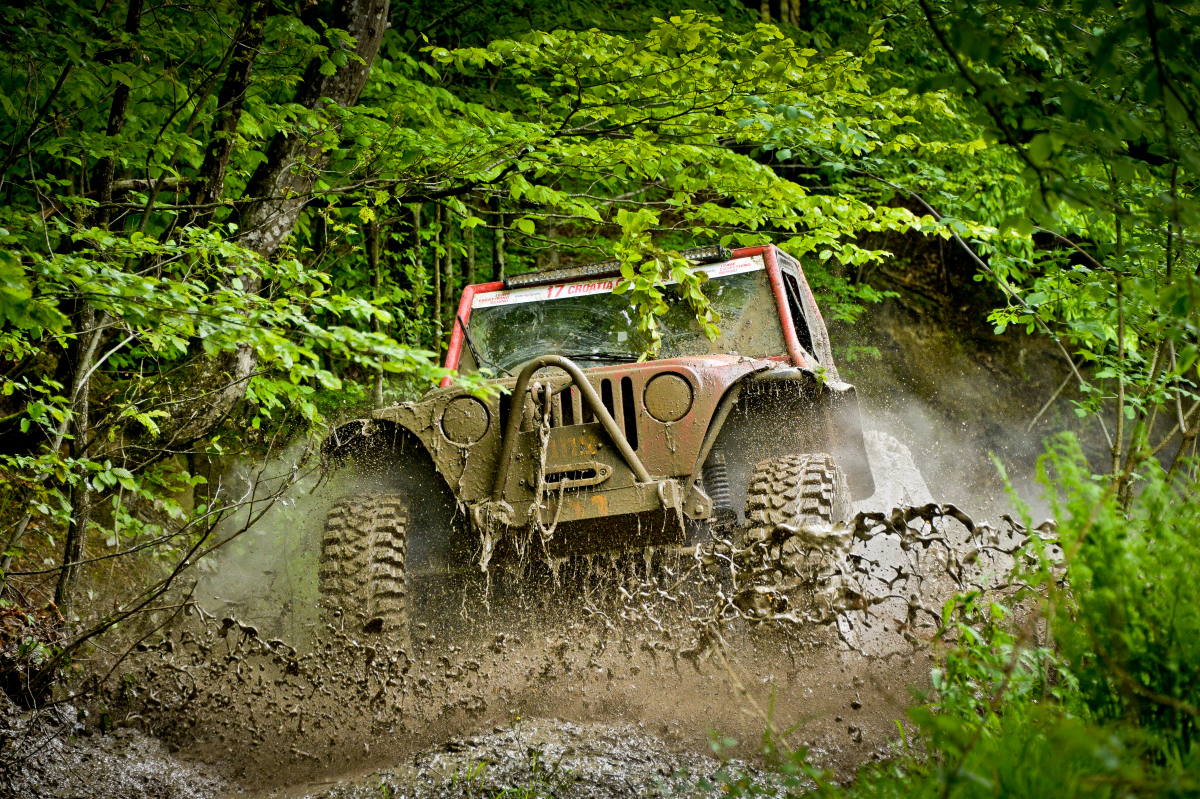
Croatia Trophy
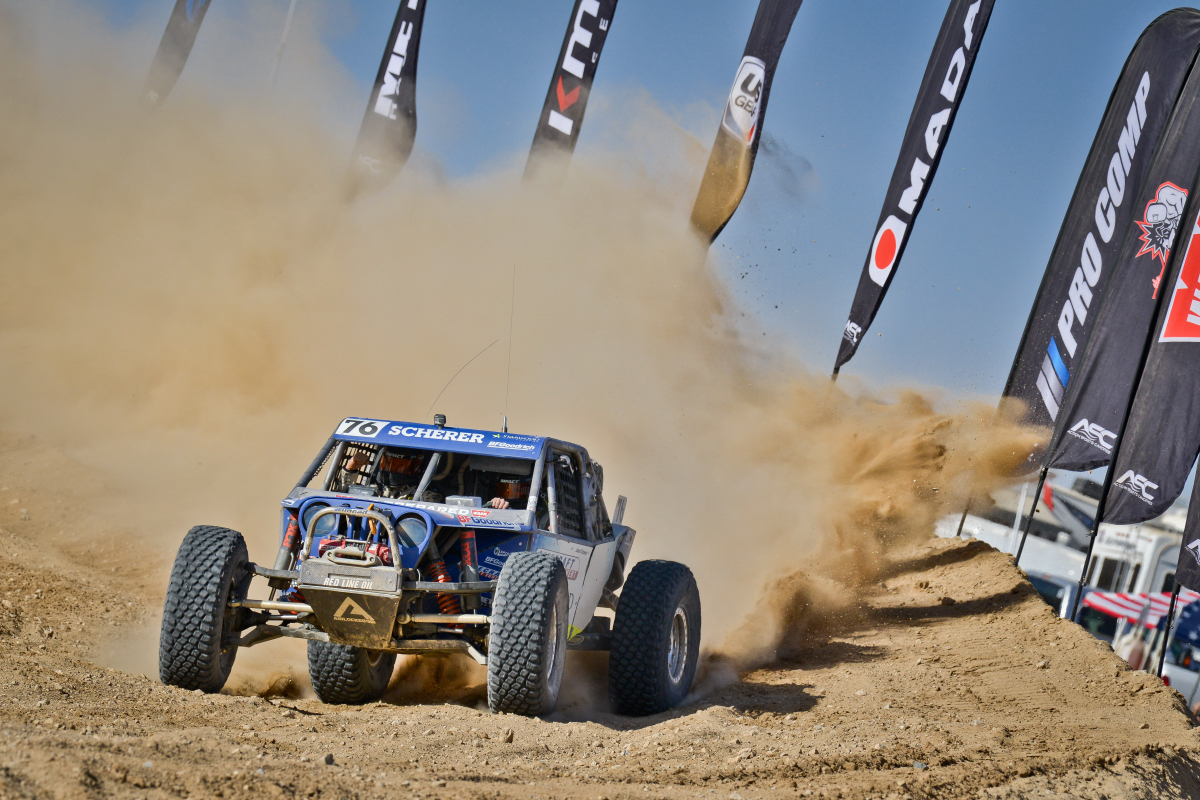
King of the Hammers
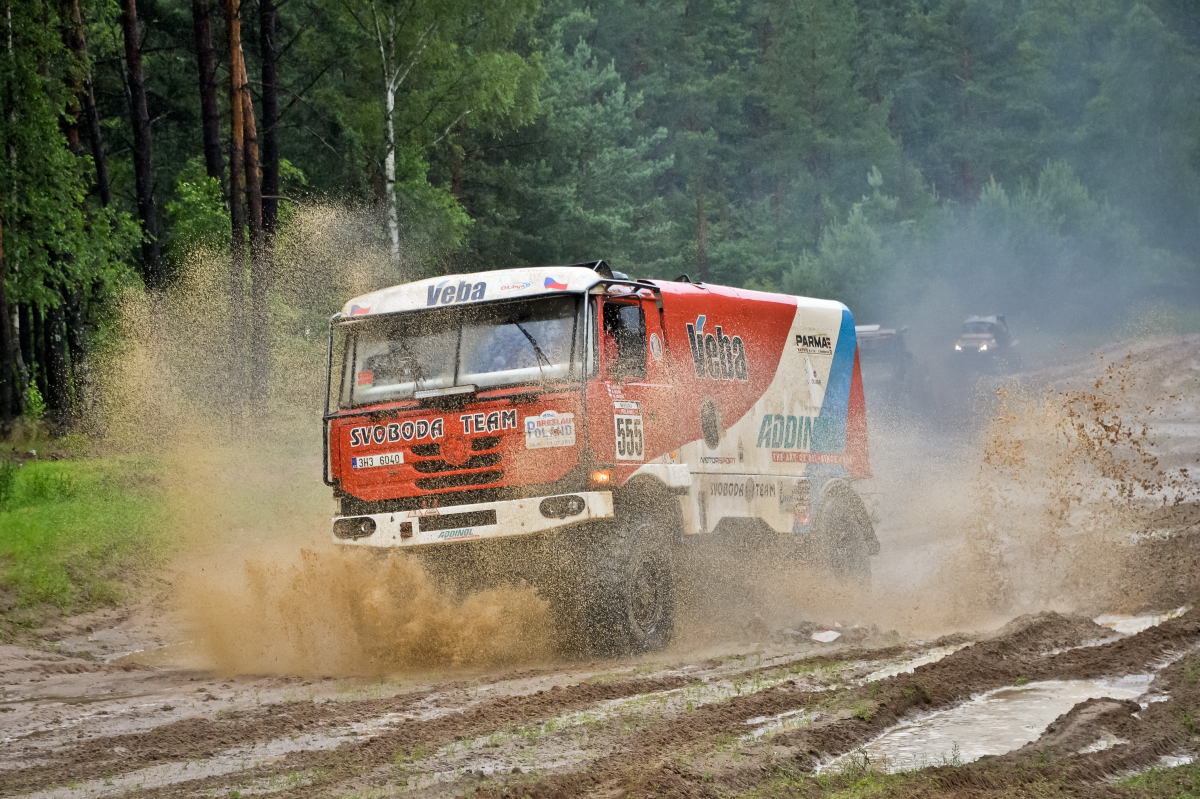
Breslau Poland
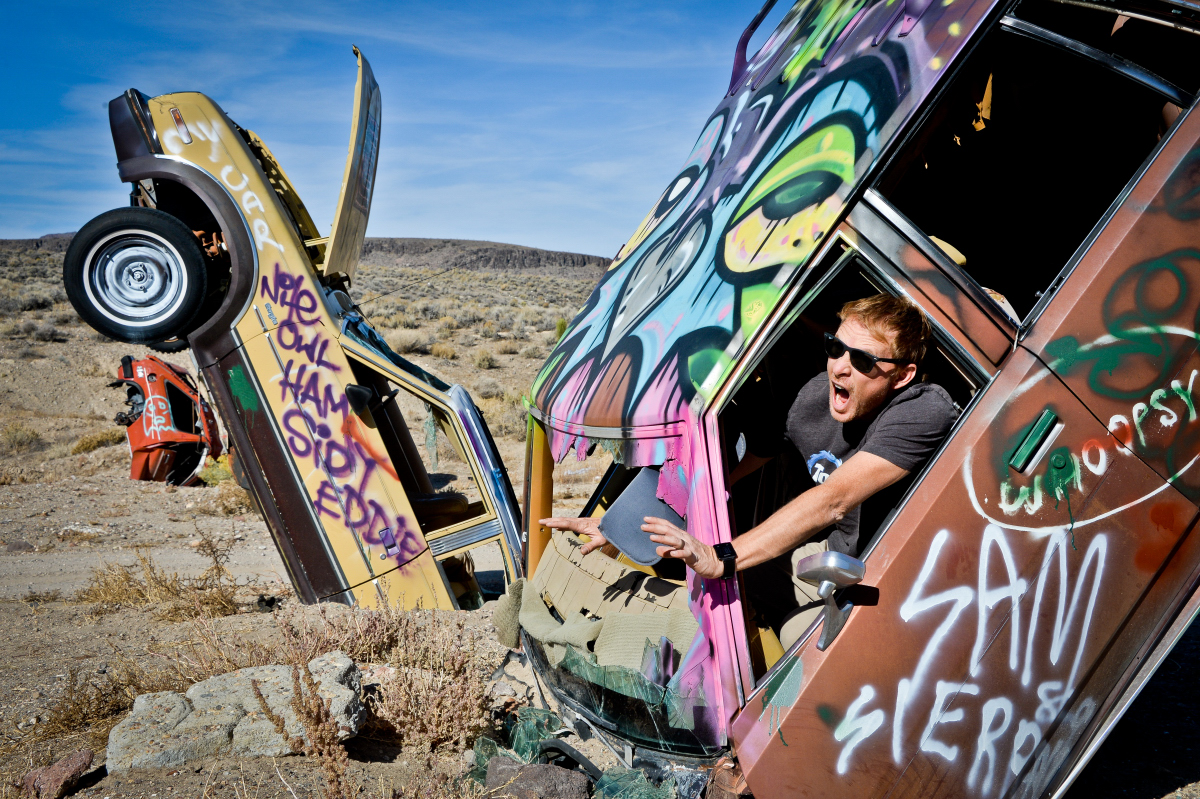
Nevada, International Car Forest

## Mostre personali
- Le città del Silenzio. Sesto Calende (VA). 1991
- Paesaggio Urbano. Pontremoli (MS). 1991
- 'Se una notte d’inverno un viaggiatore. Castelletto Ticino (NO). 1992
- A&A: Artisti in Arsenale. Castelletto Ticino (NO). 1993
- The Spirit of Freedom. Torino (TO) Mirafiori Motor Village Gallery. 2014
- The Spirit of Freedom. Marina di Carrara (MS) spazio WranglerMania. 2014
- Scatti Hot & Rod. Marina di Carrara (MS) spazio WranglerMania. 2015
- Freedom Lovers. Torino (TO) Mirafiori Motor Village Gallery. 2016
- Planet Terror. Marina di Carrara (MS) spazio WranglerMania. 2016

## Libri
- Sesto vista da Paolo Baraldi. 1993
- Rainforest Challenge – One year in the real adventure. 2011
- Carta Rallye. 2016
- 'Extreme Trophy Challenge. 2016

## Calendari fineart
- Extreme Trophy Challenge. 2016
- Jeep Hot Rod. 2016
- Women Offroad. 2016
- Men Offorad. 2018
- Rosa Integrale.